# María Grandury
María Aurora Grandury González (Ponferrada, 1997) es una ingeniera e investigadora española, especializada en aprendizaje automático y procesamiento de lenguaje natural.

## Trayectoria
Grandury estudió bachillerato en el IES Virgen del Encina de Ponferrada. Luego obtuvo un doble grado de matemáticas y física en la Universidad de Oviedo y durante esta etapa realizó un intercambio universitario en París como parte del Programa Erasmus. Es investigadora de la Universidad Politécnica de Madrid y está especializada en procesamiento del lenguaje natural.
En 2021 fundó SomosNLP (NLP son las siglas en inglés de Natural Processing Language; en español, procesamiento de lenguaje natural), una iniciativa voluntaria global que fomenta el uso del español en los modelos de inteligencia artificial con el propósito de minimizar los sesgos lingüísticos y culturales, formada por una comunidad de personas hispanohablantes.
Forma parte de varios proyectos de investigación internacionales sobre NLP.  Ha trabajado desarrollando métodos de explicabilidad (XAI) y de defensa de ataques de adversarios para evaluar la seguridad de los modelos de aprendizaje automático en neurocat, una startup enfocada en crear soluciones de inteligencia artificial para el sector de la automoción con sede en Berlín; y, en 2023, desarrollando modelos de inteligencia artificial que comprendan el español en la startup ClibrAIn.
En 2024, Grandury formó parte del equipo de investigadores que creó La Leaderboard de Variedades del Español y Lenguas Oficiales, la primera tabla de clasificación para modelos generativos en castellano y otros idiomas de España, América Latina y el Caribe.
Grandury participa e impulsa iniciativas que fomentan la incorporación femenina al ámbito de la inteligencia artificial, como Women in AI o Women in AI and Robotics. También imparte charlas en eventos relacionados con su especialidad.

## Publicaciones
- 2022 - BERTIN: Efficient Pre-Training of a Spanish Language Model using Perplexity Sampling. Revista nº 68. Procesamiento del Lenguaje Natural.[18][19]
- 2024 - The #Somos600M Project: Generating NLP resources that represent the diversity of the languages from LATAM, the Caribbean, and Spain. Association for Computational Linguistics Conference: LatinX in AI (LXAI) Research Workshop.[20]

## Reconocimientos
Mientras realizaba estudios de bachillerato, ganó el Alumnos Premio 2014, un programa de intercambio estudiantil que consta de una estancia de 4 semanas en Alemania, coordinado por el Servicio de Intercambio Pedagógico Alemán (PAD) y la Embajada de ese país en España. Este reconocimiento valora la competencia en la lengua alemana y la excelencia académica de los estudiantes seleccionados.
Fue seleccionada como becaria de Hugging Face, lo que le permite formar parte de una pequeña comunidad diversa e inclusiva de especialistas que contribuyen al ecosistema de código abierto del aprendizaje automático, en la que además de contar con una contraprestación económica, también le permite aprovechar los recursos tecnológicos de la organización. Para ser parte de este selecto grupo, se valora como aspecto principal que la persona haya contribuido a la democratización del Machine Learning de código abierto, en el caso de Grandury, lo logró por haber creado SomosNLP.